# Parc Olbius-Riquier
Le parc Olbius-Riquier est un jardin municipal situé à Hyères, dans le Var. D'une superficie de 70 000 m2, le parc abrite environ 2000 arbres et cactus du monde entier,.
Le parc est classé comme Jardin remarquable.

## Histoire
Le parc fut légué, par testament, à la mairie d'Hyères, par Olbius Hippolyte Antoine Riquier le 13 avril 1868.
Le 14 juillet 1872, sur une idée conjointe de la municipalité et d'Albert Geoffroy Saint-Hilaire, alors directeur du jardin d'acclimatation de Paris, une convention est signée donnant à bail pour vingt-six ans, à  la société Le Gros Pin, le terrain du clos Riquier afin d'y créer un établissement où l'on pourrait cultiver, étudier et créer des espèces tropicales susceptibles de s'acclimater dans nos régions. Le « jardin d'acclimatation d'Hyères (Var) Clos-Ricquier » était une annexe du jardin d'acclimatation de Paris.
De nos jours, ce parc de sept hectares est à la fois un jardin d'agrément et un jardin botanique, complanté de nombreuses essences exotiques rares comme Howea forsteriana ou Araucaria araucana. Le parc Olbius-Riquier bénéficie du label « Jardin remarquable ». S'y trouve aussi une serre exotique qui abrite de nombreuses essences tropicales, tels que : palmiers, bambous, bananiers, cactus, agaves, hibiscus...
C'est également dans le parc que fut créée une des premières véritables palmeraies, à la fin du XIXe siècle, par Étienne Geoffroy Saint-Hilaire.
De grands travaux auront lieu entre 1965 et 1991 après l'abandon du parc pour le réhabiliter.

## Aménagements
De nos jours, on trouve encore dans le parc :
- une étendue d'eau avec chute d'eau et fontaine, où l'on peut observer des canards, des carpes koï et quelques tortues,
- un manège pour enfants,
- un petit train (anciennement thermique avec chauffeur, aujourd'hui modernisé, électrique et automatique)[7],
- des promenades à poney,
- plusieurs aires de jeux pour enfants,
- une serre exotique (ouverte aux visiteurs de 8h45 à 12h en été, du lundi au vendredi 8h > 11h, 13h30 > 16h45 en hiver)[4],[1].

Autre fois, il y avait un petit parc animalier aménagé dans le jardin, on y trouvait des daims, des chèvres, des oies, des perruches, des perroquets, un nandou, des paons, des canards et des singes. 
Aujourd'hui, il ne reste pratiquement que des enclos ou cages vides, à l'exception de celui des perruches. Les paons, les perroquets, les canards, sont maintenant en liberté dans le parc.